# Alfred Pennyworth
Alfred Pennyworth is een personage uit de strips van DC Comics, met name de Batman series. Hij werd bedacht door Bob Kane en Jerry Robinson, en maakte zijn debuut in Batman #16 (april-mei 1943).

## Personage
Alfred is de butler en voogd van Bruce Wayne, en een van de weinigen die op de hoogte zijn van Batmans ware identiteit. In de huidige DC Comics-continuïteit zorgt Alfred al voor Bruce Wayne sinds diens ouders werden vermoord. Alfred vormt met zijn cynische en sarcastische persoonlijkheid ook geregeld een vrolijke noot in de strips.

## Achtergrond
Toen Alfred voor het eerst in de strips verscheen was hij een aan overgewicht lijdende en gladgeschoren man. In de Batman-filmserie uit 1943 werd hij echter neergezet als een slanke man met een snor. DC wilde dat de stripversie van Alfred aan zou sluiten bij de filmversie, dus werd hij aangepast. Sindsdien is zijn uiterlijk vrijwel onveranderd gebleven.
In de oorspronkelijke strips was Alfred een gepensioneerde acteur en voormalig lid van de Secret Intelligence Service. Hij ging voor de familie Wayne werken na de dood van zijn vader. Aanvankelijk wilden Robin en Batman geen butler, maar uiteindelijk stonden ze toe dat Alfred voor hen ging werken. Alfred ontdekte niet veel later de geheime identiteiten van de twee, en werd nadien hun vertrouwenspersoon. Eenmaal werd hij echter door een slechte wetenschapper veranderd in een superschurk.
In de huidige continuïteit is Alfred al de butler van de Wayne-familie sinds Bruce nog een kind was. Hij heeft Bruce zelfs geholpen om Batman te worden.

## Vaardigheden
Alfred kan als voormalig acteur Batman geregeld bijstaan. Zo is hij in staat om Bruce Waynes stem perfect na te doen via de telefoon. Verder is hij bedreven in EHBO.
Hoewel hij niet zo goed is in vechten als Batman, kan Alfred zich over het algemeen goed verdedigen. Zo werd onthuld dat er al minstens 27 pogingen zijn gedaan hem te ontvoeren, die vrijwel allemaal door Alfreds eigen toedoen mislukten.
In huidige Batman-strips is Alfred ook thuis op het gebied van computers programmeren en mechanische aspecten.

## In andere media

### Films
- William Austin was de eerste acteur die Alfred speelde in de Batman filmserie uit 1943.
- Eric Wilton speelde Alfred in de filmserie Batman and Robin.
- Alan Napier speelde Alfred in de film Batman uit 1966.
- Michael Gough speelde Alfred in de films Batman, Batman Returns, Batman Forever en Batman & Robin. In die laatste film bleek Alfred een nichtje te hebben genaamd Barbera, die later Batgirl werd.
- Michael Caine speelde Alfred in de films Batman Begins, The Dark Knight en The Dark Knight Rises.
- Jeremy Irons speelde de rol van Alfred in het DC Extended Universe in films: Batman v Superman: Dawn of Justice, Justice League, Zack Snyder's Justice League en The Flash.
- Ralph Fiennes spreekt de stem van Alfred in voor de geanimeerde film The Lego Batman Movie. Alfred verschijnt in LEGO minifiguur-vorm voor deze film. De Nederlandse stem van Alfred werd ingesproken door Edward Reekers.
- Douglas Hodge speelde Alfred in de film Joker waarin Alfred kort verschijnt.
- Andy Serkis speelde Alfred in de film The Batman.

### Televisieseries
- Alan Napier speelde Alfred in de televisieserie uit de jaren 60.
- Bill Callaway deed de stem van Alfred in de Challenge of the Super Friends.
- Clive Revill deed de stem van Alfred in Batman: The Animated Series gedurende het eerste seizoen. Efrem Zimbalist jr. nam de rol over voor de rest van de serie. Hij deed tevens de stem van het personage in Justice League en Static Shock.
- Alfred doet niet mee in de serie Batman of the Future. Aangenomen kan worden dat hij in deze serie inmiddels is overleden daar Bruce Wayne in de serie zelf al een oude man is. Wel is Bruce in deze serie voor Terry wat Alfred voor hem was.
- Ian Abercrombie speelde Alfred in de kortlopende televisieserie Birds of Prey.
- Alastair Duncan deed Alfred's stem in de televisieserie The Batman. In deze serie is Alfred duidelijk een stuk jonger dan in zijn meeste andere incarnaties.
- Sean Pertwee vertolkt de rol van Alfred in de live-action televisieserie Gotham.

### Videospellen
- Alfred Pennyworth verschijnt in LEGO minifiguur-vorm in de LEGO videospellen: Lego Batman: The Videogame', LEGO Batman 2: DC Super Heroes (stem van Steven Blum), LEGO Batman 3: Beyond Gotham (stem van Robin Atkin Downes) en LEGO Dimensions (stem van Robin Atkin Downes).
- Alfred Pennyworth helpt Batman in de Arkham-spellen: Batman: Arkham City, Batman: Arkham Origins en Batman: Arkham Knight. De stem van Alfred werd ingesproken door Martin Jarvis.

## Trivia
- De Nederlandse stem van Alfred is Leo Richardson, voorheen was dit Fred Meijer.